# 太田百合子
太田百合子（おおたゆりこ）は東京都、神奈川県などで活動するワインソムリエ。料理研究家。料理教室主宰。

## 人物
- 金融機関での勤務を経て食の世界に足を踏み入れる
- 神奈川県湘南にて、野菜とワインのマリアージュをテーマとした料理教室「Salon de Pinot Yuri」を主宰
- 旬の食材を使用したフィンガーフードレッスン、ワインペアリングを提案
- 企業のレシピ開発や雑誌・Webなどでのワイン・チーズに関する記事を執筆・監修

## 保有資格等
- J.S.A.認定ワインエキスパート・エクセレンス
- J.S.A.ワイン検定講師
- J.S.A.認定SAKE DIPLOMA
- WSET®Level3 Award in Wines
- シャンパーニュ委員会プレステージクラスディプロマ
- C.P.A.認定チーズプロフェッショナル
- 日本フィンガーフード協会上級認定講師
- 日本野菜ソムリエ協会認定野菜ソムリエPro.、ベジフルカッティングスペシャリスト